# Kaple (Ošerov)
Kaple v Ošerově je římskokatolická kaple neznámého zasvěcení v Ošerově, místní části obce Sedloňov, patřící duchovní správou do farnosti Bystré v Orlických horách. Je situována ve vzdálenosti asi 300 metrů od silnice Sedloňov – Deštné v Orlických horách, po její levé straně za křižovatkou na Kounov, u místní komunikace, na pozemku st. p.č. 247 v katastrálnín území Sedloňov. Vlastníkem kaple je obec Sedloňov.

## Architektura
Jednoduchá přizemní stavba obdélníkového až půlkruhového tvaru vystavěná zřejmě na počátku 19. století. Vrchní část je zděná z kamene. Střecha je sedlová. Podlaha je z betonových dlaždic s glazovaným povrchem.

## Bohoslužby
Pravidelné bohoslužby se v kaplí nekonají.